# Савремене облоге за ране
Савремене облоге за ране су влажан оклузивни медиј за који је доказано да убрзава зарастање и подстиче аутолитички дебридман, смањује ризик од инфекције и пружа болеснику атрауматско превијање и самим тим мању болност ране. Зато су савремене облоге данас стандард који је све више у примени код акутних и хроничних рана које зарастају са дефектом коже, или без. Основно питање, на које пре њихове примене одговор мора да да сваки терапеут, одабир је и правилна примена облога која је пре свега заснована на индикацијама за одређену врсту рана и индивидуалном приступу сваком пацијенту понаособ. Само таквим приступом у примени савремених облога за ране може се постићи бољи, бржи и квалитетнији начин њиховог лечења.

## Клинички протоколи
Карактеристике ране одређују врсту лечења, тј. избор облоге која мора задовољити те услове. Зато су све савремене облоге за ране разврстане према стадијуму у којем се рана налази. Та позиција се одређује према индикацијама које су доказане у клиничким истраживањима или према функцији облоге:
Стадијум некрозе
Некротична рана има карактеристике одумрлог (мртвог) ткива, које је црне боје. Третман који она захтева је дебридман, као основни предуслов да би рана зарасла. Облоге и средства која су индикована за примену у овој фази ране првенствено имају функцију дебридмана.
Стадијум фибринских наслага
Рану са фибринским наслагама карактерише накупљање наслага фибрина и мртвих ћелија. Најчешће је жуте боје. Третман такве ране захтева апсорпцију ексудата, фибринолизу и одстрањивање мртвог ткива.
Стадијум гранулације
Гранулационо ткиво је вулнерабилно ткиво карактеристичне, црвене боје, које продукује серозно сукрвичав ексудат. Збрињавање ране у стадијуму стварања гранулација захтева неометање одвијање тог процеса и нежне поступке са раном.
Стадијум епителизације
Ткиво ране у епителизацији је розе боје, са још увек делимично отвореним дефектом, карактеристичним по миграцији и пролиферацији епителних ћелија. Новоформирани епител захтева минималне осцилације температуре у његовој околини и заштиту од дејства спољних фактора.
|                 | Некротично/изумрло ткиво                        | Локална инфекција/могућност колонизације бактерија               | Гранулација                                                         | Епителизација                                                                       |
| --------------- | ----------------------------------------------- | ---------------------------------------------------------------- | ------------------------------------------------------------------- | ----------------------------------------------------------------------------------- |
| Изглед дна ране |                                                 |                                                                  |                                                                     |                                                                                     |
| Намена у лечењу | Уклањање некротичног ткива                      | Чишћење фибринских наслага и спречавање размножавања бактерија   | Гранулација и стварање новог ткива                                  | Заштита новонасталог ткива                                                          |
| Избор облоге    | Облога која уклања изумрло ткиво и упија секрет | Облога која чисти рану, смањује дејство бактерија и упија секрет | Облога која стимулише гранулацију новонасталог ткива и упија секрет | Облога која ствара оптималне услове у околини ране за њено зарастање и заштиту коже |

## Карактеристике идеалне облоге
Универзална или идеална облога за све врсте рана не постоји. Али постоје следећи основни критеријуми и карактеристике које морају да поседују савремене облоге за ране:
Способност заштите
Савремене облоге морају да поседују способности физичке заштите ране од дејства спољних фактора и способност одржавања оптималне температуре и pH у рани.
Антимикробна активност
Савремена облога треба да поседује способност да задржи и локализује инфекцију микробима и минимизира ризик од секундарне инфекције. Облога мора бити не само баријера за микроорганизме већ активна компонента у спречавању размножавања микроба и снажна подршка природним механизмима одбране организма.
Подршка зарстању
Савремена облога мора да поседује способности подршке; хемостазе, дебридмана и стварању услова за влажно зарастање ране. Она мора да има способност да уклоне или инактивира протеолитичке ензиме у секрету хроничне ране.
Способност апсорпције
Једна је од битник карактерсистика савремених облога за ране мора бити њихова способност одстрањивања (апсорпције-упијања) ексудата (секрета) и токсичних супстанци из ране које подржавају деструкцију ћелија. Само ефикасна апсорпција ексудата или „слободних остатка“ из ране може спречити преношење микроорганизама у или ван ране.
Конфорна примена
Удобна или конфорна облоге треба да ублажава бол, а при замени облоге, у току постављања и током ношења не сме да изазива трауме или гуљење коже. Облога такође мора поседовати хипоалергијска и небиоразградива својства (ослобађе честица и биоразградивих влакна у рану). Одржава рану и околну кожу у оптималном стању хидратације (што подразумева способност да кожа ефикасно функционише под компресијом).
Једноставна примене
Саваремена облога мора бити једноставна за употребу и да омогућава непрекидно надгледања процеса зарастања ране. Њена замена мора бити брза једноставна и не сувише честа како се не би реметио процес зарастања гранулационог ткива. Облога се не сме лепити за површину ране и тиме реметити циркулацију у ћелијама током процеса зарастања.
Ниски трошкови примене
Цена појединачне облоге и укупни трошкови примене облога, до коначног зарастања ране, морају бити минимални.

## Механизми влажног зарастања ране
Проширење основних знања о физиологији зарастања рана довело је, током протеклих деценија, до развоја савремених облога за ране које су обезбедиле додатне опције лечења у односу на традиционалне методе, и промениле дефиницију улоге облога за ране.
Ефекат бржег зарастање ране у влажној, него у сувој средини доказан је још 1961. године анализом компаративног зарастања у истој рани. У тим истраживањима једна половина ране је прекривана влажним облогама, а друга је остављана да зарасте на ваздуху. Половина ране која је била прекривена влажним медијем, зарасла је брже. У ретроспективној анализи 75 студија, које су упоређивале примену газе и савремених облога, Hutchinson и McGuckin (1990), уочили су да је инциденца инфекција ране под оклузијом, у 36 студија била 2,6% код савремених облога, у односу на 7,1% код примене газе.
Након четрдесетогодишље примене, сасвим је сигурно утврђено да оклузивно лечење рана применом савремених облога, доводи до бржег зарастања у односу на лечење применом обичних газа. Учинци који су касније откривени на ћелијском нивоу су мерљиви и у коначном резултату
Откриће методе влажног зарастања ране, омогућило је у каснијем периоду истраживања, развој и производњу различитих типова облога за различите врсте промена у рани.
Дебридман некротичног ткива
Влажни услови у рани стимулишу аутолитики дебридман јер задржавају ензиме и телесну течност
која помаже у растварању и разградњи изумрлог ткива. Поред тога, постоје индиције да влажни услови на рани стимулишу фибринолизу.
Пролиферација и ослобађање фактора раста
Да би се ослобали фактори раста, потребно је активирати више различитих механизама. фибринолиза може имати и дејства која нису везана искључиво за дебридман ране. Продукти разградње фибрина могу стимулисти функцију макрофага на субсеквенцијалну продукцију фактора раста. Услов за одвијање споменутих механизама модерне облоге стварају влажним и хипоксичним стањем, тј оклузијом.
Стимулација ћелијског раста
Доказано је да ћелије брже и боље мигрирају у влажној средини. Хипоксија коју облоге стварају делује стимулативно на раст фибробласта, ендотелијалну и епидермалну пролиферацију.
Акцелерација ангиогенезе
Истраживања у којима је примењена микроангиографија доказала су да се ангиогенеза значајније одвија у влажном, оклузивном миљеу у односу на суве услове.
Смањени број клиничких инфекција
Откриће одређеног броја бактерија у влажном, оклузивном миљеу није разлог за повећан ризик од инфекције. Хипоксија и релативна киселост коју облоге стварају делују инхибиторно на бактеријску пролиферацију.

## Мере опреза при одабиру облога
У току примене савремених облога за ране треба обратити пажњу на следеће мере опреза у њиховом правилном одабиру:
| Крактеристике облоге                 | Мере опреза |
| ------------------------------------ | --- |
| Једноставност примене облоге         | Омогућава да се облога може применити на местима са пуно прегиба или набора коже.                                                                       |
| Квалитет апсорпције (упијање) облоге | Обим упијања облоге мора бити што већи како би се омогућила што ређа замена облоге.                                                                     |
| Адхерентност (приањање) облоге       | При чему бим требало имати у виду интензитет притиска који постоји на месту дефекта коже.                                                               |
| Величина облоге                      | Превелика облога може изазвати мацерирацију коже у околини ране. Превише хидрогела на местима притиска скраћује време примене облоге.                   |
| „Безбедност“ облоге                  | Савремене облоге морају бити хипоалергијске како би стајале тамо где их је терапеут причврстио.                                                         |
| Облоге за влажне и исхемичне ране    | Ове ране најбоље је третирати неадхерентним „газама“.                                                                                                   |
| Облоге за реепителизацију ране       | Ова врста облога захтева повећану количину кисеоника и у тој фази зарастања примена неоклузивне облоге је најбољи избор.                                |
| Облога за гранулацију ране           | Како гранулација ране захтева благу хипоксију и у тој фази зарастања најбоља је апликација оклузивне и семиоклузивне облоге (пр хидроколоидних облога). |